# 가나반공정당코리아
가나반공정당코리아는 대한민국의 정당이다.
2012년 11월에 가인친환경당이라는 이름으로 창당되었다. 이후 겨레자유평화통일당과 가자코리아겨레자유평화통일당으로 명칭을 바꾼 것을 거쳐 가자코리아로 개칭하고 2016년 제20대 국회의원 선거에 참가하였으나 의석을 얻지 못하였다.
이후 2020년 대한민국 제21대 국회의원 선거에서 남한 주도통일인 북진통일 및 흡수통일을 공약으로 내세웠으나 또 다시 낙선하였다. 총선이 끝난 후, 가나코리아로 명칭을 변경하였다.

## 주요 선거 결과

### 국회의원 선거
|  | 0% |

|  | 0.11% |

|  | 0% |

|  | 0% |

|  | 0.12% |

|  | 0% |

|  | 0% |

|  | 0.02% |

|  | 0% |

### 지방선거
|  | 0% |

|  | 0% |

|  | 0% |

|  | 0% |

|  | 0% |

|  | 0% |

|  | 0% |

|  | 0% |

|  | 0% |

|  | 0% |

|  | 0% |

|  | 0% |